# Tlustice (rod)
Tlustice (Crassula) jsou sukulentní byliny pocházející většinou z jižní Afriky a v menší části i ze Střední a Jižní Ameriky i Austrálie. Rod tlustice, příslušející do čeledě tlusticovitých, je tvořen téměř 200 druhy tučnolistých rostlin, z nichž některé jsou od sebe takřka k nerozeznání. Jejich drobné květy bývají sdružovány do nápadných květenství.

## Ekologie
Jsou to rostliny s mělkým kořenovým systémem, přizpůsobené suchým oblastem, kde je teplo, dlouhé období sucha a v propustné půdě není dostupná spodní voda. Jsou stálezelené, staré listy ale postupně opadávají a zanechávají jizvy. Rostliny si vytvářejí zásobu tekutin v dužnatých listech a lodyhách, některé se proti výparu chrání voskovitým povlakem. Ztrátu vlhkosti snižují uzavřením dýchacích průduchů v době intenzivního slunečního svitu, otvírají se a přijímají oxid uhličitý potřebný k fotosyntéze jen v noci při nižší teplotě a vyšší vzdušné vlhkosti, probíhá u nich tzv. CAM cyklus. Tlustice nejsou mrazuvzdorné, některé druhy snesou po krátkou dobu chlad s poklesem teploty k nule.

## Popis
Rostliny bývají jednoleté i víceleté a dlouhověké, některé ale jsou monokarpické a umírají po odkvětu. Dorůstají do výšky od několika centimetrů až po metr i více, jsou přímé, vystoupavé nebo poléhavé, mají listy s bazální koncentraci v růžici nebo vyrůstající na lodyze či větvích. Masité listy bez palistů jsou protistojné, řapíkaté nebo přisedlé, čepele mají vejčité, podlouhlé, trojúhelníkovité, kopinaté nebo lineární, u báze zúžené, celokrajné, na vrcholu zaoblené nebo s tupou špičku a bývají velké 1 až 7 cm.
Oboupohlavné vztyčené květy vyrůstají jednotlivě nebo ve svazečcích z paždí listů a tvoří květenství hlávku, hrozen nebo latu. Květy jsou tři až pětičetné, vytrvalé kališní lístky jsou vespod srostlé, bílé, krémové, žluté neb červené korunní lístky jsou střechovitě uspořádané. V květu bez češule je stejný počet plodných tyčinek s volnými nitkami a s podélně se otevírajícími prašníky. Gyneceum je složeno ze tři až pěti plodolistů, několikadílný semeník obsahuje 20 a více vajíček. Květy mají nektaria a jsou opylovány hmyzem nebo drobnými ptáky. Plody jsou podélně se otvírající tobolky se třemi až pěti měchýřky obsahují drobná semena rozptylována větrem.

## Rozmnožování
Tlustice můžeme rozmnožovat vegetativně nebo semeny. Při cíleném rozmnožování se na jaře používají listové nebo vrcholové řízky, kterým se po nařezání nechají řezné plochy zaschnout. Sází se do jen mírně vlhkého písku nebo písčité kompostové zeminy, kde na plném slunci, při teplotě 15 až 20 °C, brzy zakoření. Při přesazování nepoužíváme výživný substrát, protože rostliny v něm mohutně narůstají a ztrácejí přirozený charakter. Podobným způsobem se rozmnožují i v přírodě, kdy z odpadlého listu nebo větvičky vyroste nová rostlina. Při pohlavním rozmnožování vyséváme droboučká semena do vlhkého písku ještě před otevřením tobolky, vypěstovat větší rostlinu však trvá několik let.

## Význam
Tlustice jsou rostliny rozmanitého vzhledu a nestejné náročnosti, hodně jich je oblíbeno pro svůj zvláštní vzhled a toleranci k suchým bytům s ústředním topením. Ve středoevropských podmínkách se některé nenáročné druhy pěstují celoročně jako pokojové rostliny nebo se přes léto umísťují do zahrad na plné slunce a chrání před přílišnou vlhkostí. Zahradnické podniky obvykle nabízejí odolné druhy, v bytových podmínkách ale rostliny většinou nevykvetou.
Nejčastěji se pěstují:
- tlustice vejčitá (Crassula ovata (Mill.) Druce)
- tlustice stromkovitá (Crassula arborescens Wild.)
- tlustice plavuňovitá (Crassula lycopodioides Lam.)
- tlustice skalní (Crassula rupestris Thunb.)
- tlustice srdčitá (Crassula cordata Thunb.)
- tlustice vousatá (Crassula barbata Thunb.)[4]

## Galerie

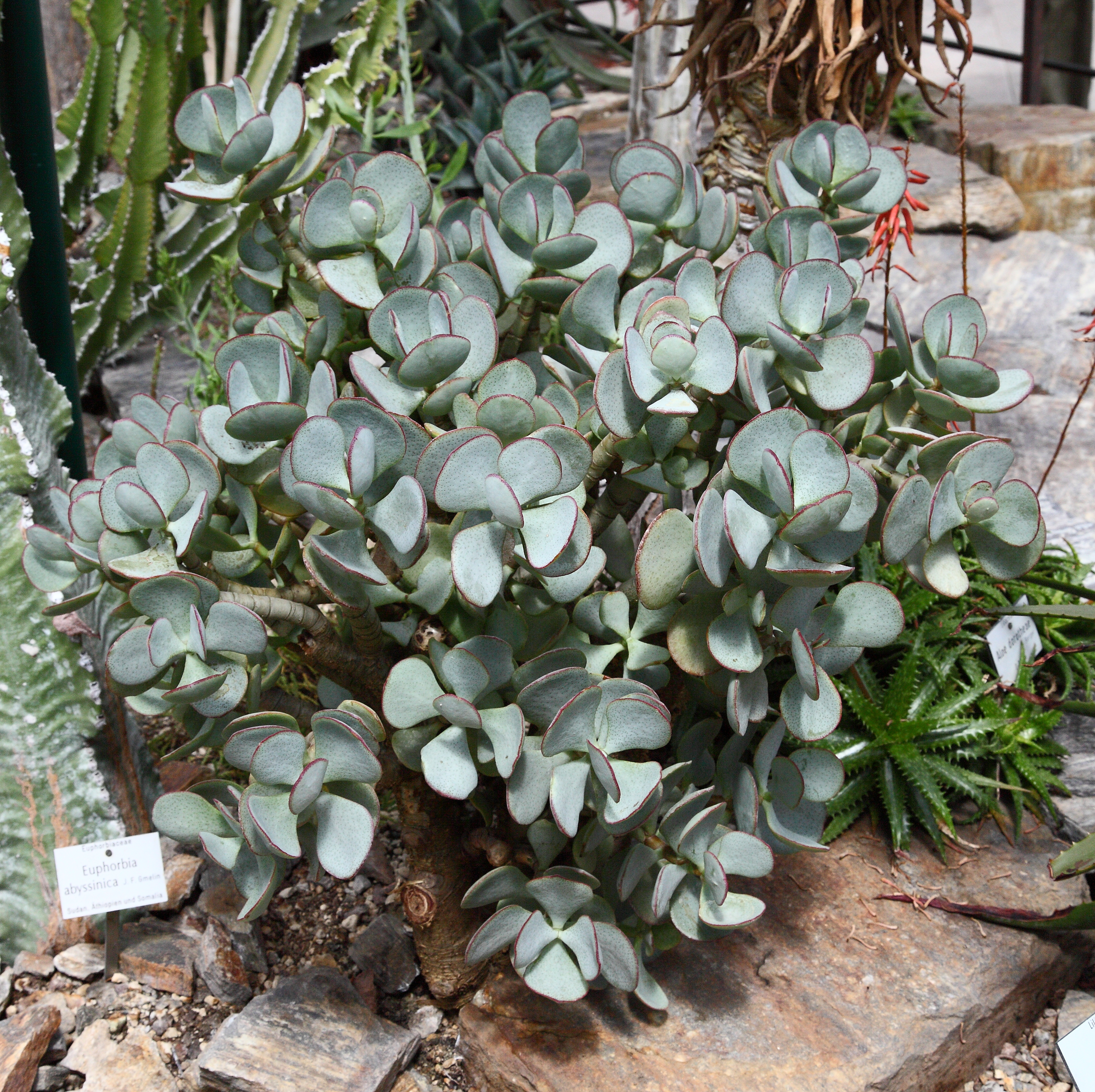
Tlustice stromkovitá
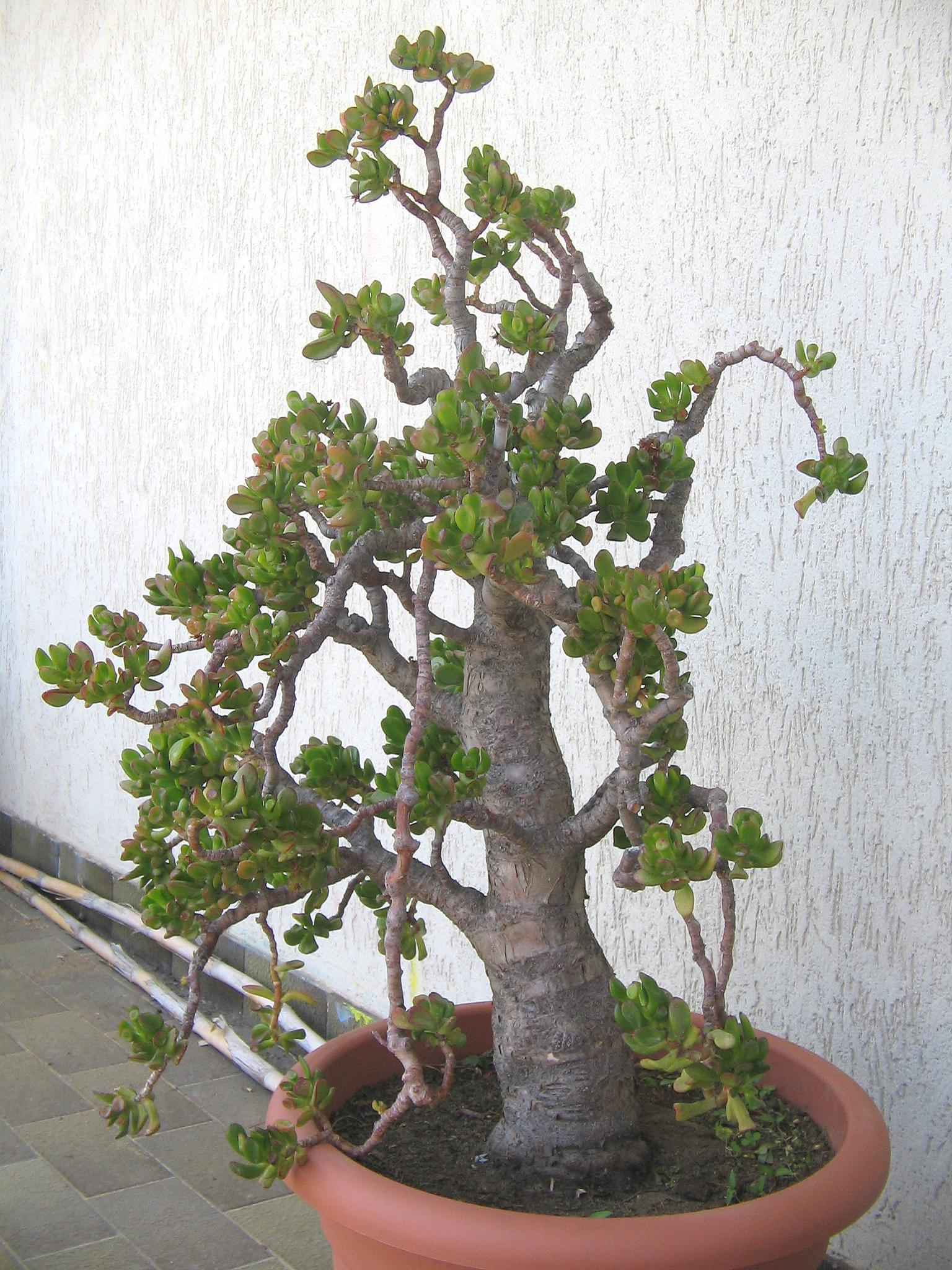
Tlustice vejčitá
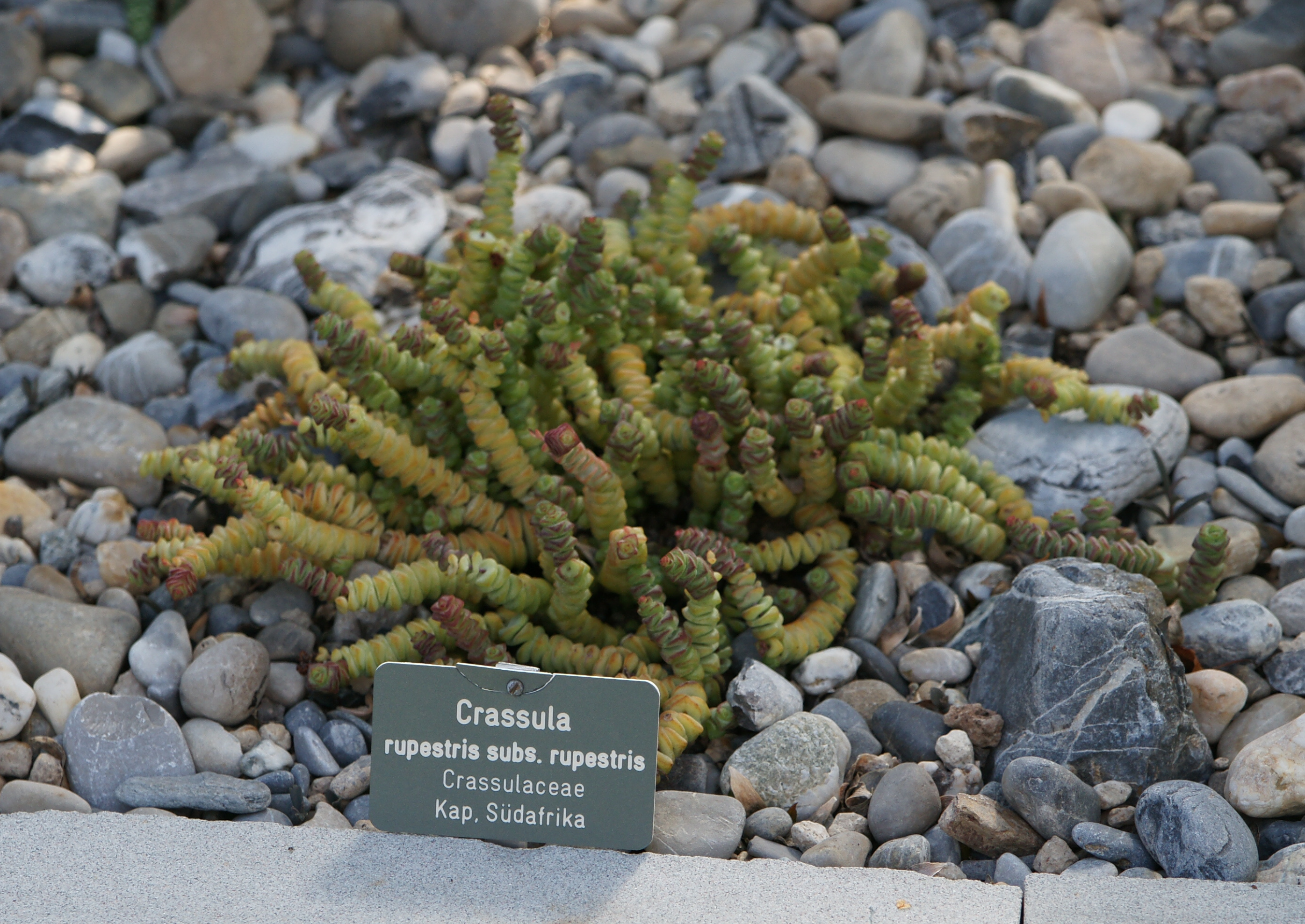
Tlustice skalní
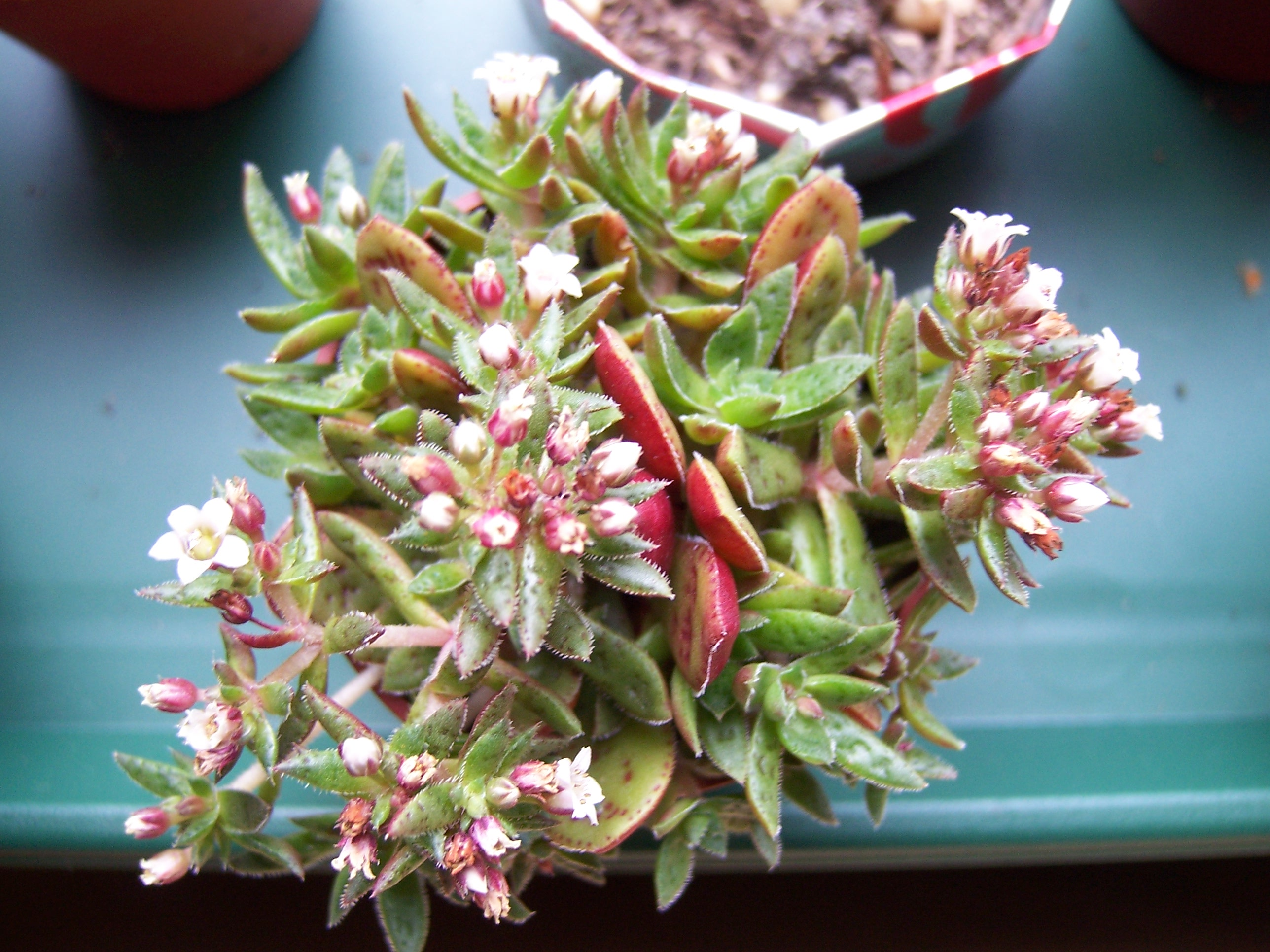
Květenství tlustice Crassula exilis